# راین روسیمانوس
راین روسیمانوس (استونیایی: Rain Rosimannus؛ زادهٔ ۹ نوامبر ۱۹۶۸) سیاستمدار و نماینده سابق مجلس اهل استونی است.